# Lect
Lect ist eine französische Gemeinde im Département Jura in der Region Bourgogne-Franche-Comté.

## Geographie
Lect liegt auf 530 m, etwa 15 Kilometer nördlich der Stadt Oyonnax (Luftlinie). Das Dorf erstreckt sich im Jura, an einem sanft nach Südwesten geneigten Hang am Fuß der Notre Dame de la Roche, über einem Talkessel des Ain, nahe der Talsperre des Lac de Vouglans.
Die Fläche des 11,94 km² großen Gemeindegebiets (inklusive Seeanteil) umfasst einen Abschnitt des französischen Juras. Begrenzt wird das Gebiet im Westen vom Flusslauf des Ain. Dieser bildet unterhalb von Lect einen breiten Talkessel, den er nach Süden durch eine Engstelle verlässt. Nordwestlich des Dorfes befindet sich die 130 m hohe Talsperre, mit welcher der Lac de Vouglans aufgestaut wird. Mit dem Aufstau des Sees ab 1969 wurden die Talmäander der tief eingeschnittenen Gorges de l’Ain überflutet.
Vom Flusslauf respektive vom Stausee erstreckt sich das Gemeindeareal ostwärts über den Hang von Lect auf die angrenzenden Höhen der Notre Dame de la Roche (650 m), der Grande Lésine und bis in das Waldgebiet Bois Montandriet (bis 730 m). Im Süden reicht das Gebiet den teilweise von Felsen durchzogenen Hang des Molard de la Chouette hinauf, an dem mit 740 m die höchste Erhebung von Lect erreicht wird. Das Gemeindegebiet ist Teil des Regionalen Naturparks Haut-Jura (frz.: Parc naturel régional du Haut-Jura).
Zu Lect gehören der Weiler Vouglans (380 m) am östlichen Rand des Talkessels des Ain unterhalb der Talsperre sowie einige Einzelhöfe. Nachbargemeinden von Lect sind Onoz und Moirans-en-Montagne im Norden, Martigna im Osten, Montcusel, Chancia und Vescles im Süden sowie Cernon im Westen.

## Geschichte
Das Gemeindegebiet von Lect war bereits in vorgeschichtlicher Zeit besiedelt. Erstmals urkundlich erwähnt wird der Ort jedoch erst im 14. Jahrhundert. Im Mittelalter gehörte Lect zum Herrschaftsgebiet der Baronie von Moirans. Zusammen mit der Franche-Comté gelangte das Dorf mit dem Frieden von Nimwegen 1678 an Frankreich. Zu einer Gebietsveränderung kam es 1822, als das vorher selbständige Vouglans nach Lect eingemeindet wurde.

## Sehenswürdigkeiten
Die Dorfkirche Sainte-Marie-Madeleine in Lect wurde im 18. Jahrhundert erbaut. Ferner gibt es zwei Kapellen, darunter die Notre Dame de la Roche. Sehenswert sind auch die 130 m hohe Staumauer und das Wasserkraftwerk von Vouglans.

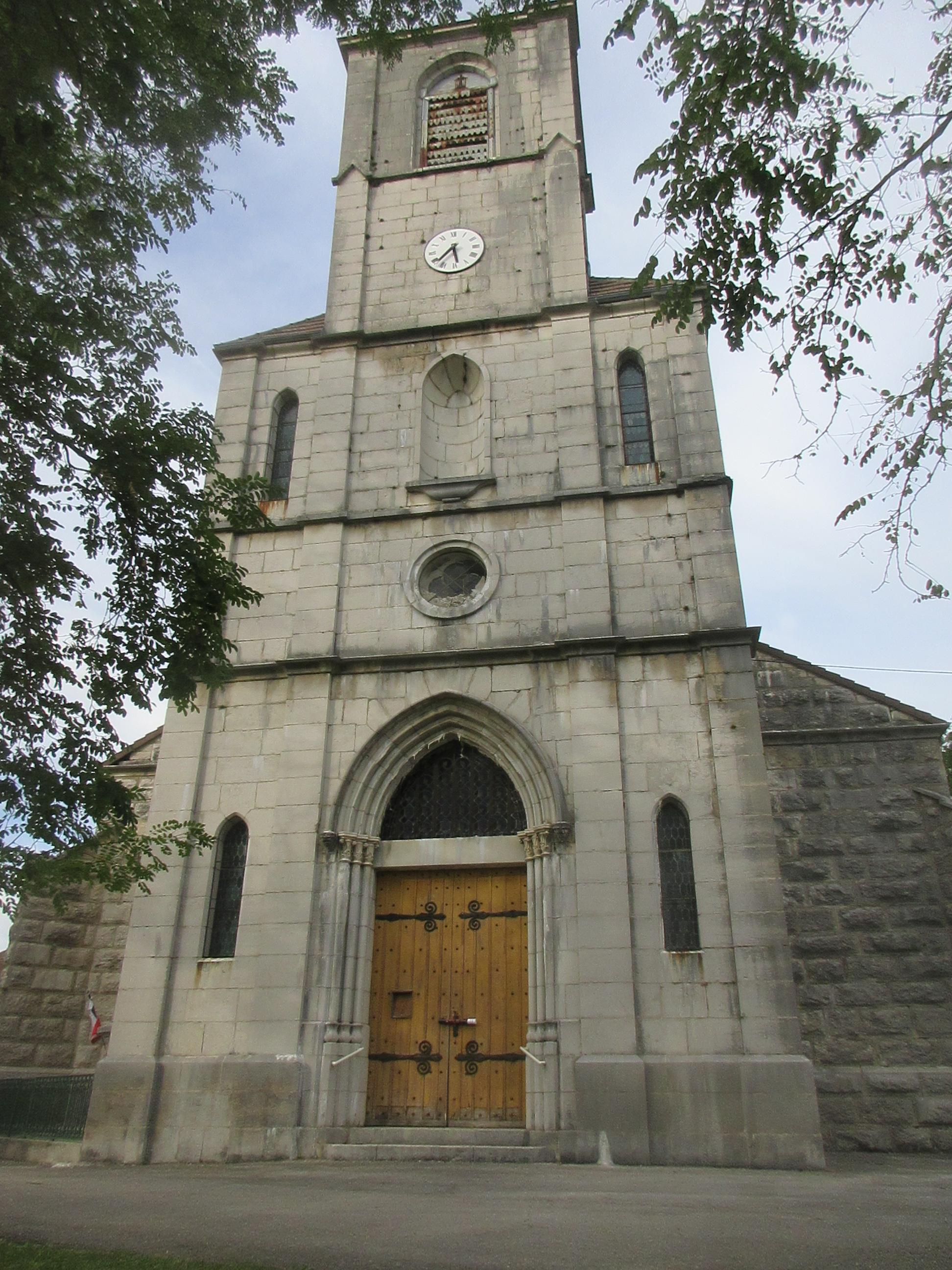
Kirche Sainte-Marie-Madeleine
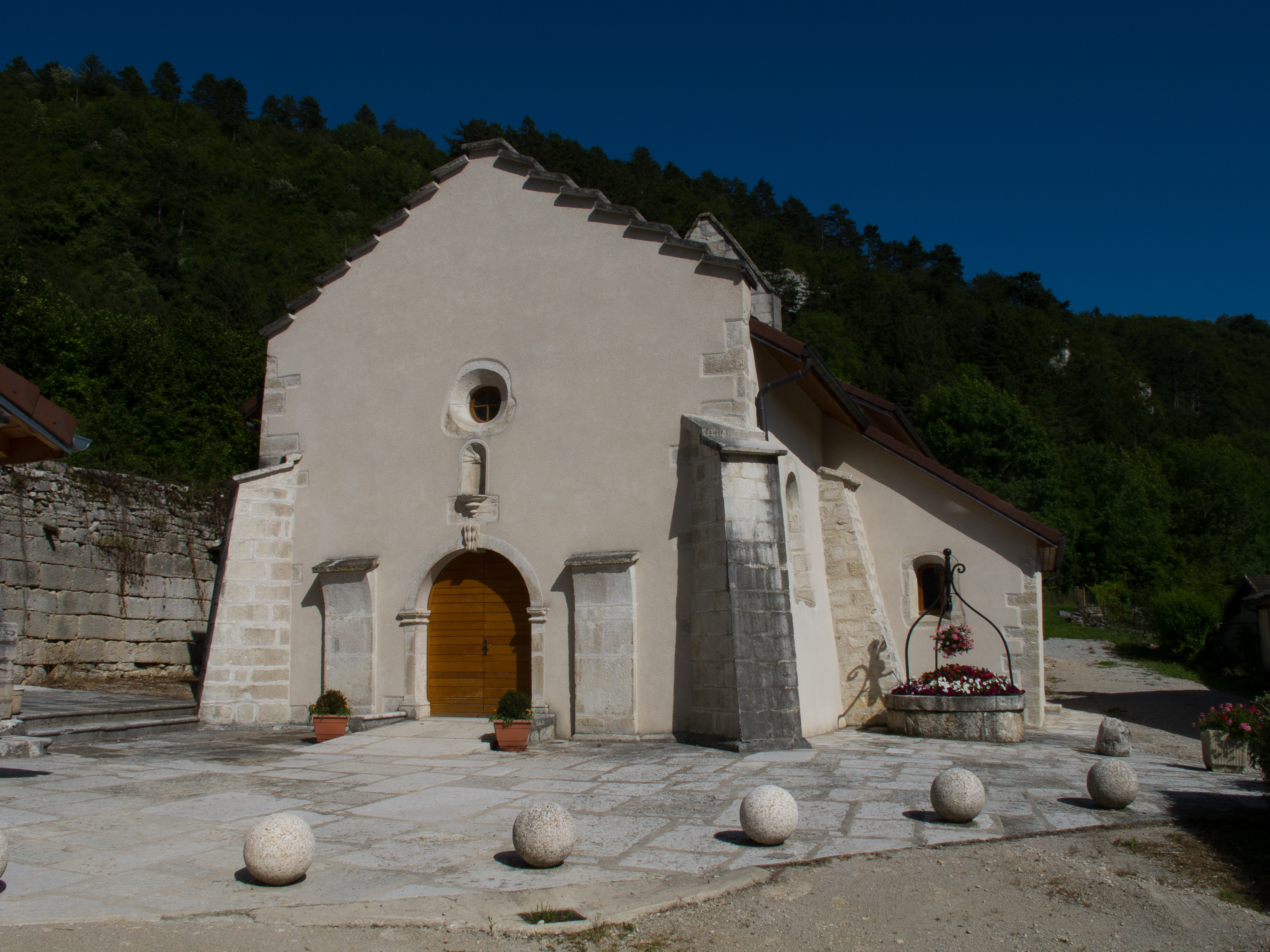
Kapelle in Lect
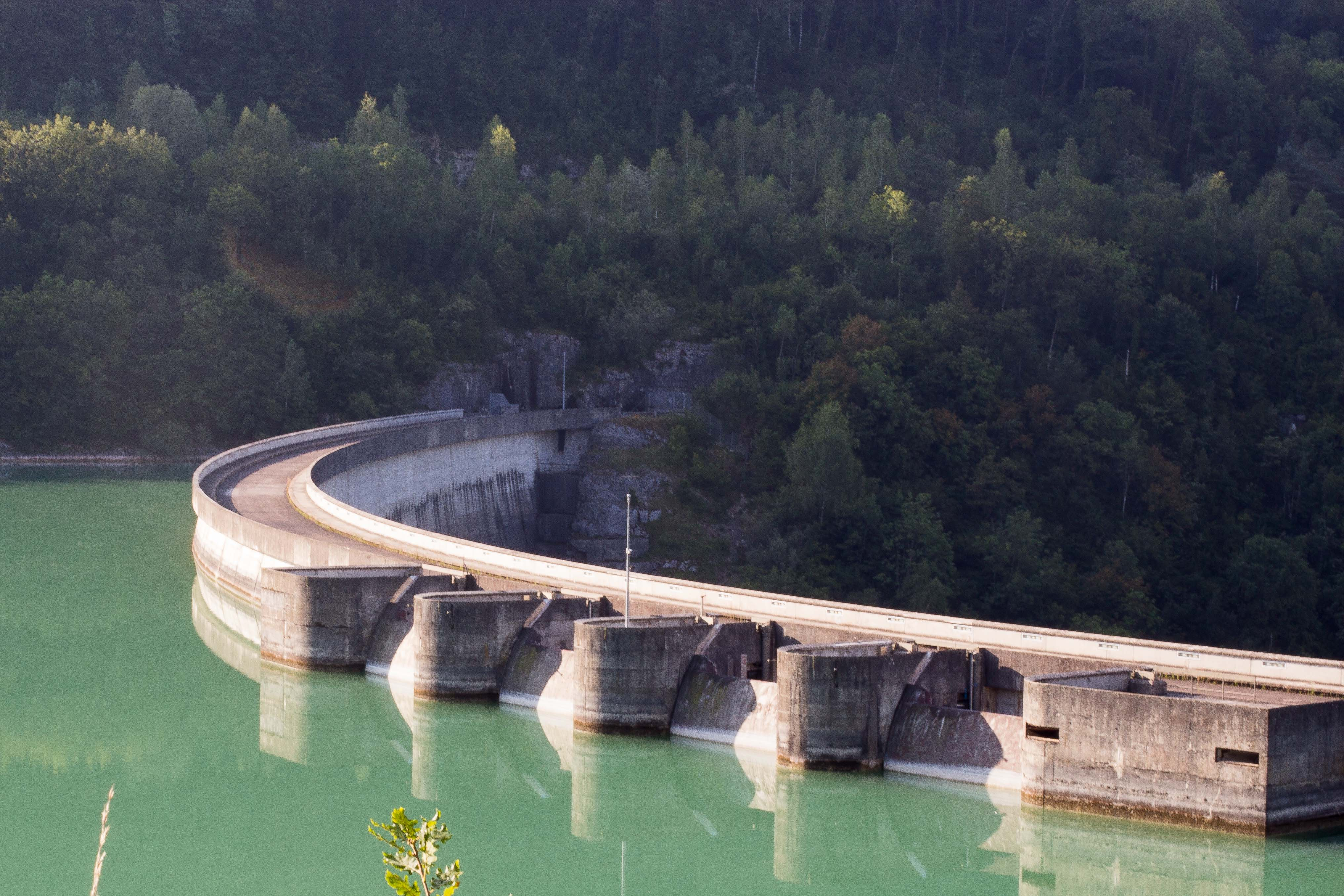
Talsperre Vouglans
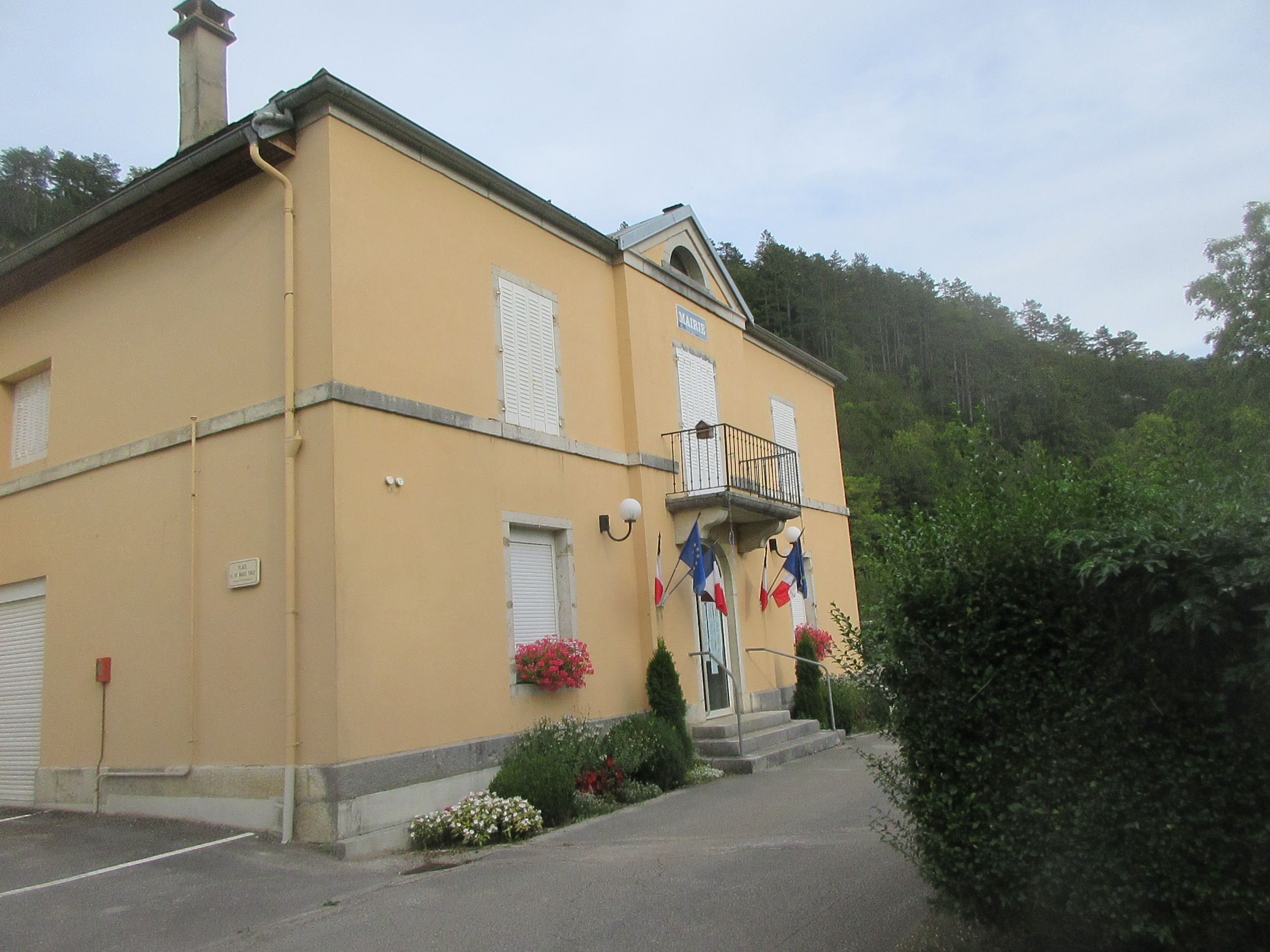
Mairie Lect

## Bevölkerung
| Jahr                       | 1962 | 1968 | 1975 | 1982 | 1990 | 1999 | 2008 | 2019 |
| Einwohner                  | 257  | 841  | 273  | 280  | 266  | 352  | 384  | 350  |
| Quellen: Cassini und INSEE |      |      |      |      |      |      |      |      |

Mit 334 Einwohnern (Stand 1. Januar 2022) gehört Lect zu den kleinen Gemeinden des Départements Jura. Nachdem die Einwohnerzahl in der ersten Hälfte des 20. Jahrhunderts markant abgenommen hatte (1896 wurden noch 440 Personen gezählt), widerspiegelt die Zählung von 1968 die vorübergehende Anwesenheit zahlreicher Bauarbeiterfamilien während des Baus der Talsperre von Vouglans. Seit Beginn der 1990er Jahre wurde wieder eine deutliche Bevölkerungszunahme verzeichnet.

## Wirtschaft und Infrastruktur
Lect war bis weit ins 20. Jahrhundert hinein ein vorwiegend durch die Landwirtschaft sowie durch die Forstwirtschaft geprägtes Dorf. Daneben gibt es heute einige Betriebe des lokalen Kleingewerbes. Mittlerweile hat sich das Dorf auch zu einer Wohngemeinde gewandelt. Viele Erwerbstätige sind Wegpendler, die in den größeren Ortschaften der Umgebung ihrer Arbeit nachgehen.
Die Ortschaft liegt abseits der größeren Durchgangsstraßen an einer Departementsstraße, die von Moirans-en-Montagne nach Chancia führt.